# Anna di Nassau
Anna di Nassau (Breda, 5 novembre 1563 – Franeker, 13 giugno 1588) fu una principessa di Orange e consorte del futuro conte di Nassau-Dillenburg.

## Biografia
Era figlia di Guglielmo I d'Orange e della sua seconda moglie Anna di Sassonia.
A causa della malattia mentale della madre, Anna e i fratelli vennero tenuti lontani da lei e vennero allevati dallo zio Giovanni VI di Nassau-Dillenburg a Dillenburg.
Anna sposò il cugino  Guglielmo Luigi a Franeker il 25 novembre 1587. Il matrimonio tra Anna e Guglielmo Luigi fu voluto da Guglielmo I e da Louise de Coligny (matrigna di Anna) ma Giovanni VI vi si era dapprima opposto a causa delle scarse risorse finanziarie della nuora.
Alla dote di Anna pensarono allora suo fratello Maurizio di Nassau e altri parenti, per convincere Giovanni IV ad accettare il matrimonio del figlio.
Anna morì sei mesi dopo il matrimonio e quindi non diede alcun figlio al marito, il quale non si risposò mai più.

## Antenati
|                                  |                       |                                   | Genitori                          |  |  | Nonni |  |  | Bisnonni                         |  |  | Trisnonni |  |
|                                  |                       |                                   |                                   |  |  |       |  |  | Giovanni IV di Nassau-Dillenburg |  |  | …         |  |
|                                  |                       |                                   |                                   |  |  |       |  |  | Giovanni IV di Nassau-Dillenburg |  |  | …         |  |
|                                  |                       | …                                 |                                   |  |  |       |  |  | Giovanni IV di Nassau-Dillenburg |  |  |           |  |
| Guglielmo I di Nassau-Dillenburg |                       |                                   |                                   |  |  |       |  |  | Giovanni IV di Nassau-Dillenburg |  |  |           |  |
|                                  |                       | Elisabetta d'Assia-Marburg        | Enrico II d'Assia-Marburg         |  |  |       |  |  |                                  |  |  |           |  |
|                                  |                       | Elisabetta d'Assia-Marburg        | Enrico II d'Assia-Marburg         |  |  |       |  |  |                                  |  |  |           |  |
|                                  |                       | Elisabetta d'Assia-Marburg        | Anna di Ketznelnbogen             |  |  |       |  |  |                                  |  |  |           |  |
| Guglielmo I d'Orange             |                       | Elisabetta d'Assia-Marburg        |                                   |  |  |       |  |  |                                  |  |  |           |  |
|                                  |                       | Botho VIII di Solberg-Wernigerode | …                                 |  |  |       |  |  |                                  |  |  |           |  |
|                                  |                       | Botho VIII di Solberg-Wernigerode | …                                 |  |  |       |  |  |                                  |  |  |           |  |
|                                  |                       | Botho VIII di Solberg-Wernigerode | …                                 |  |  |       |  |  |                                  |  |  |           |  |
| Giuliana di Stolberg             |                       | Botho VIII di Solberg-Wernigerode |                                   |  |  |       |  |  |                                  |  |  |           |  |
|                                  |                       | Anna di Eppstein-Königstein       | …                                 |  |  |       |  |  |                                  |  |  |           |  |
|                                  |                       | Anna di Eppstein-Königstein       | …                                 |  |  |       |  |  |                                  |  |  |           |  |
|                                  |                       | Anna di Eppstein-Königstein       | …                                 |  |  |       |  |  |                                  |  |  |           |  |
| Anna di Nassau                   |                       | Anna di Eppstein-Königstein       |                                   |  |  |       |  |  |                                  |  |  |           |  |
|                                  | Enrico IV di Sassonia | Alberto III di Sassonia           |                                   |  |  |       |  |  |                                  |  |  |           |  |
|                                  | Enrico IV di Sassonia | Alberto III di Sassonia           |                                   |  |  |       |  |  |                                  |  |  |           |  |
|                                  | Enrico IV di Sassonia | Sidonia di Boemia                 |                                   |  |  |       |  |  |                                  |  |  |           |  |
| Maurizio I, Elettore di Sassonia | Enrico IV di Sassonia |                                   |                                   |  |  |       |  |  |                                  |  |  |           |  |
|                                  |                       | Caterina di Meclemburgo-Schwerin  | Magnus II di Meclemburgo-Schwerin |  |  |       |  |  |                                  |  |  |           |  |
|                                  |                       | Caterina di Meclemburgo-Schwerin  | Magnus II di Meclemburgo-Schwerin |  |  |       |  |  |                                  |  |  |           |  |
|                                  |                       | Caterina di Meclemburgo-Schwerin  | Sofia di Pomerania-Wolgast        |  |  |       |  |  |                                  |  |  |           |  |
| Anna di Sassonia                 |                       | Caterina di Meclemburgo-Schwerin  |                                   |  |  |       |  |  |                                  |  |  |           |  |
|                                  |                       | Filippo I d'Assia                 | Guglielmo II d'Assia              |  |  |       |  |  |                                  |  |  |           |  |
|                                  |                       | Filippo I d'Assia                 | Guglielmo II d'Assia              |  |  |       |  |  |                                  |  |  |           |  |
|                                  |                       | Filippo I d'Assia                 | Anna di Meclemburgo-Schwerin      |  |  |       |  |  |                                  |  |  |           |  |
| Agnese d'Assia                   |                       | Filippo I d'Assia                 |                                   |  |  |       |  |  |                                  |  |  |           |  |
|                                  |                       | Cristina di Sassonia              | Ernesto di Sassonia               |  |  |       |  |  |                                  |  |  |           |  |
|                                  |                       | Cristina di Sassonia              | Ernesto di Sassonia               |  |  |       |  |  |                                  |  |  |           |  |
|                                  |                       | Cristina di Sassonia              | Elisabetta di Baviera             |  |  |       |  |  |                                  |  |  |           |  |
|                                  |                       | Cristina di Sassonia              |                                   |  |  |       |  |  |                                  |  |  |           |  |